# Parasilaus
Parasilaus es un género monotípico de plantas herbáceas perteneciente a la familia de las apiáceas.  Su única especie Parasilaus asiaticus, es originaria de Afganistán.

## Taxonomía
Parasilaus asiaticus fue descrita por  Michael Georgievich Pimenov y publicado en Byull. Glavn. Bot. Sada (Moscow) 109: 31 (1978).
Sinonimia
- Parasilaus afghanicus Leute
- Scaphospermum asiaticum Korovin<[3]